# Armitage III
Armitage III é um anime OVA de 4 episódios, com uma trama intrincada e violenta. Foi inspirado em títulos como Blade Runner e Snatcher.
Em 1997 foi lançado o longa-metragem "Armitage III: Poly-Matrix", que é simplesmente uma versão condensada dos 4 OVA´s originais. A verdadeira seqüência de Armitage III foi lançada em 2001, com o nome "Armitage III: Dual Matrix".

## História
Armitage III se passa em um futuro no qual a robótica e a alta tecnologia fazem parte do cotidiano de toda a população. Os avançados robôs se encontram em todos os lugares, realizando funções normalmente destinadas aos humanos, e até mesmo os automóveis passaram a ser controlados por computador. Apesar do conforto proporcionado pela tecnologia, grande parte da população nutre um preconceito grande pelos robôs, pois acreditam que eles existam apenas para tomar seus empregos e dar lucros aos poderosos.
Ross Sylibus é um sorumbático detetive que acaba de ser transferido para o Departamento de Polícia de Marte (MPD).
Ross também não gosta de computadores e robôs, mas por um motivo completamente diferente: sua parceira de trabalho fôra assassinada por um robô descontrolado. Desde então, Ross não confia em máquinas, e procura se manter o mais afastado possível de todos os casos que envolvam algum tipo de aparato tecnológico: até mesmo seu carro foi modificado, para ser controlado manualmente, sem nenhum auxílio de computadores.
Um terrível incidente no aeroporto desencadeia uma crise sem precedentes em Marte, uma violenta e preconceituosa revolução que poderá levar até mesmo ao extermínio de todos os robôs existentes. Ross é encarregado de investigar o caso, a contragosto, juntamente com a bela e temperamental Naomi Armitage, sua nova parceira. Sempre de óculos escuros e com uma curtíssima roupa vermelha, Armitage é irreverente e invocada, mas sempre muito eficiente, e seu jeitão despojado traz um pouco de luz à tediosa vida de Ross. Juntos, eles vão descobrindo terríveis fatos por trás da revolta contra os robôs, verdades que podem estar intimamente relacionadas à vida de ambos.
Armitage é um dos personagens do Romance que redefiniu a ficção científica: Neuromancer de William Gibson.

## Episódios
- Episódio 1: Electro Blood (50 Minutos)
- Episódio 2: Flesh & Stone (30 Minutos)
- Episódio 3: Heart Core (30 Minutos)
- Episódio 4: Bit of Love (30 Minutos)